# Karelsbrug
De Karelsbrug (Tsjechisch: Karlův most en Duits: Karlsbrücke) is een beroemde brug over de Vltava (Moldau) in Praag. De brug ligt in het district Praag 1 en verbindt de Oude Stad met de wijk Malá Strana.
In 1357, op 9 juli, om 5.31 uur, legde koning Karel IV de eerste steen. Dat tijdstip komt overeen met het numerologische palindroom 135797531. De vorige brug, de Judithbrug uit de 12de eeuw, was in 1342 ingestort. Tot 1841 was de Karelsbrug de belangrijkste verbinding tussen de Oude Stad en de Praagse burcht. Oorspronkelijk heette de brug de Stenen Brug (Kamenný most), maar in 1870 werd dat Karelsbrug.
De brug is 516 meter lang en bijna 10 m breed. De constructie bestaat uit 16 bogen met ijsbeschermers. Het verhaal gaat dat door de mortel die voor de brug gebruikt is, eiwit gemengd werd om een grotere stevigheid te verkrijgen. De brug wordt beschermd door drie torens, waarvan 1 aan de zijde van de Oude Stad (de oostzijde). Deze toren wordt weleens beschouwd als het mooiste gotische bouwwerk ter wereld.
Op de brug staan 30 standbeelden. De meeste zijn in de barokstijl en werden geplaatst tussen 1683 en 1714. Tot de bekendste beelden behoren dat van de priester en martelaar Johannes van Nepomuk en de beeldgroep van de "wrede Turk". De originele zandstenen beelden waren in de loop der tijden zo verweerd dat ze zijn vervangen door replica's. De originelen zijn te zien in het plaatselijke lapidarium.
De sinds 1978 uitsluitend voor voetgangers toegankelijke brug is een van de belangrijkste bezienswaardigheden van Praag. 

## Trivia
- In 2009 werd op deze brug ceremonieel het voorzitterschap van de Raad van de Europese Unie door Tsjechië overgedragen aan Zweden, met een vat bier op de plek waar de Zweden tijdens de Dertigjarige Oorlog Praag binnenvielen.
- Het aanraken van de sokkel van het beeld van Johannes van Nepomuk zou geluk en voorspoed brengen.[1]

## Fotogalerij

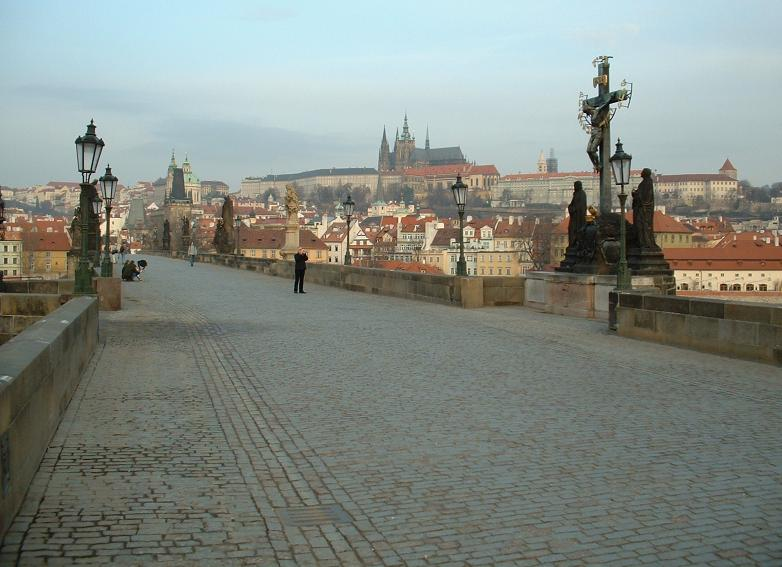
Op de brug
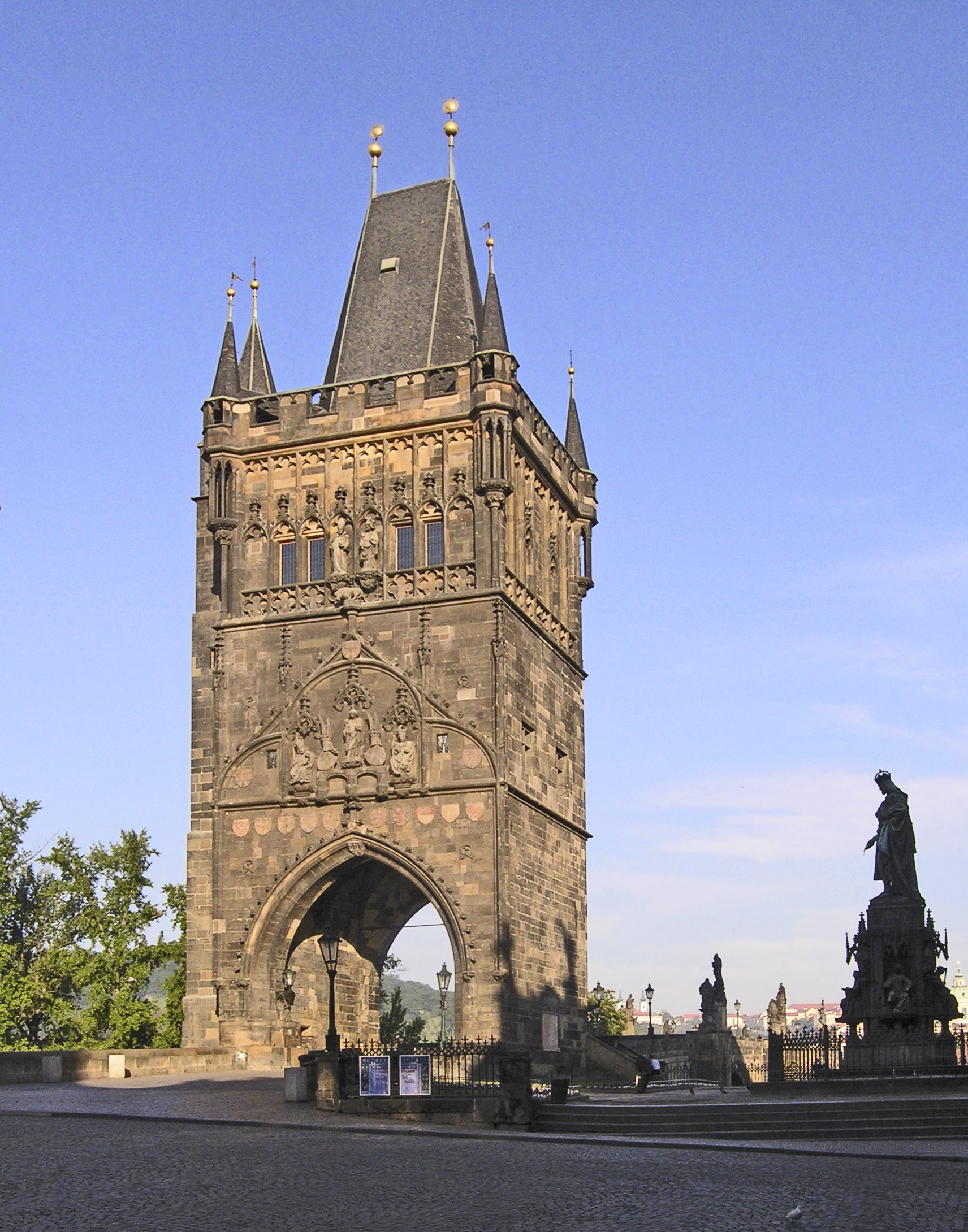
De toren aan de oostzijde
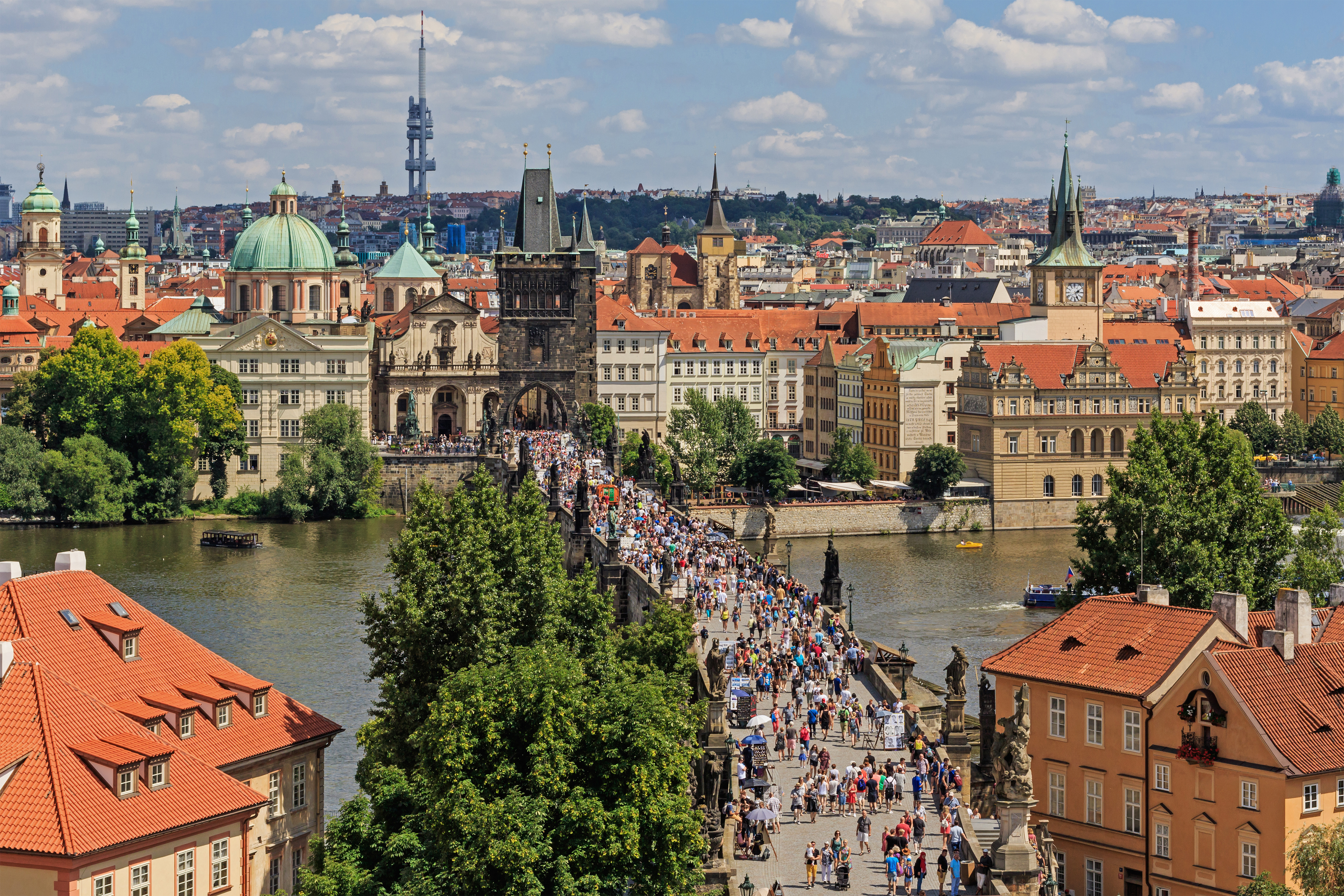
Blik op de brug
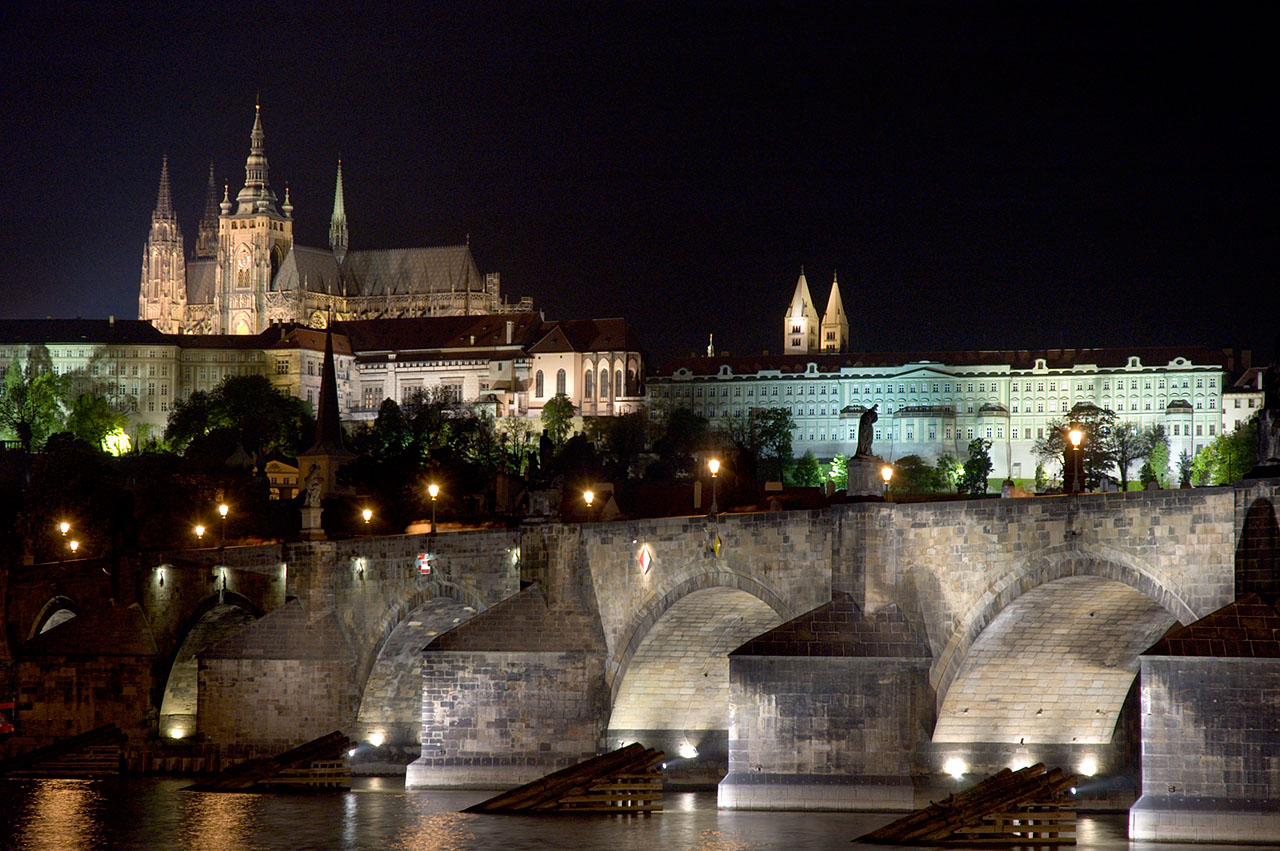
Brug en burcht bij nacht